# Ranunculus kohistanensis
Ranunculus kohistanensis är en ranunkelväxtart som beskrevs av R.A. Qureshi och M.N. Chaudhri. Ranunculus kohistanensis ingår i släktet ranunkler, och familjen ranunkelväxter. Inga underarter finns listade i Catalogue of Life.